# Ács Gábor (építész)
Ács Gábor (Budapest, 1926. december 21. –) világszerte ismert magyar származású olasz-amerikai építész.

## Életrajz
A Budapesti József nádor Tudományegyetem építészmérnöki karát 1948-ban végezte el. A szovjet fegyveres erők bevonulása után az apja úgy döntött, hogy elhagyja hazáját, s családjával Olaszországban, Rómában telepedik le. Gábor akkor Milánóba költözött, hogy a Politecnicóban elvégezze az építészszakot. Diplomavédése után, 1953-ban úgy döntött, hogy az Egyesült Államokba költözik.

## Amerikai időszaka
Miután tapasztalatot szerzett néhány építészeti cégnél, 1956-ban társult Ieoh Ming Pei és Henry Cobb stúdiójához, New Yorkban. 1962-ig Peinél lakóépületeket tervezett New York, Philadelphia, Pittsburgh városokban. Több városfejlesztési projektekben is részt vett, pl. a clevelandi Master Planben. Ezen időszak végén, 1962 májusában a Società Generale Immobiliare (SGI) vezető építésze lett, és Luigi Morettivel sikeresen megvédte a Watergate-komplexum tervét egy találkozón a Szövetségi Bizottság az Egyesült Államok Képzőművészetért tagjai előtt, mire az SGI engedélyt adott, hogy 25%-át megépítsék a népszerű 13 emeletes irodakomplexumnak Washington szívében. Moretti tervezte az Olimpiai Falut is a Római Olimpiai Játékokon, 1960-ban.

## Olasz időszaka
1963-ban Rómában, a Piazza Navonán nyitott stúdiót. Emellett az SGI vezető építészeként részt vett az Algéria, Szaúd-Arábia, Kanada, Franciaország, Guinea, Irán, Olaszország, Kenya, Líbia, Mexikó, Monaco, Nigéria, Venezuela, Zaire számára készített projektekben is. Ezek közül különösen az 1963-ban a Port Royal lakótorony Montréalban (Kanada), illetve a Place Victoria igazgatási központja, Luigi Morettivel és Pier Luigi Nervivel; 1964-ben irodaépületek, valamint a bevásárló-galéria a Champs-Élysées-n, és a Pan Am épülete Párizsban, 1966-ban öt lakótorony Mexikóvárosban; 1967-ben odahaza, a Vörös Kereszt központja, majd pedig az Expasion, a Rue de Berryn, Párizsban; 1968-ban lakóház, a Villa Sperlinga , Palermóban; 1969-ben lakótorony, valamint A hotel Mirabeau Monte-Carlóban, illetve a Toyota székhelye Dzsiddában (Szaúd-Arábia); 1979-ben a három irodatorony, valamint a gyalogos tér a Fiera di Bologna számára, együttműködve Tange Kenzóval; 1980-ban a Polgári Védelem Nemzeti Központja Rómában a legismertebbek.
Jelenleg Rómában él a feleségével, Armelle-lel.

## Fordítás
- Ez a szócikk részben vagy egészben  a   Gabor Acs című olasz Wikipédia-szócikk ezen változatának fordításán alapul.  Az eredeti cikk szerkesztőit annak laptörténete sorolja fel. Ez a jelzés csupán a megfogalmazás eredetét és a szerzői jogokat jelzi, nem szolgál a cikkben szereplő információk forrásmegjelöléseként.